# Sami Hinkka

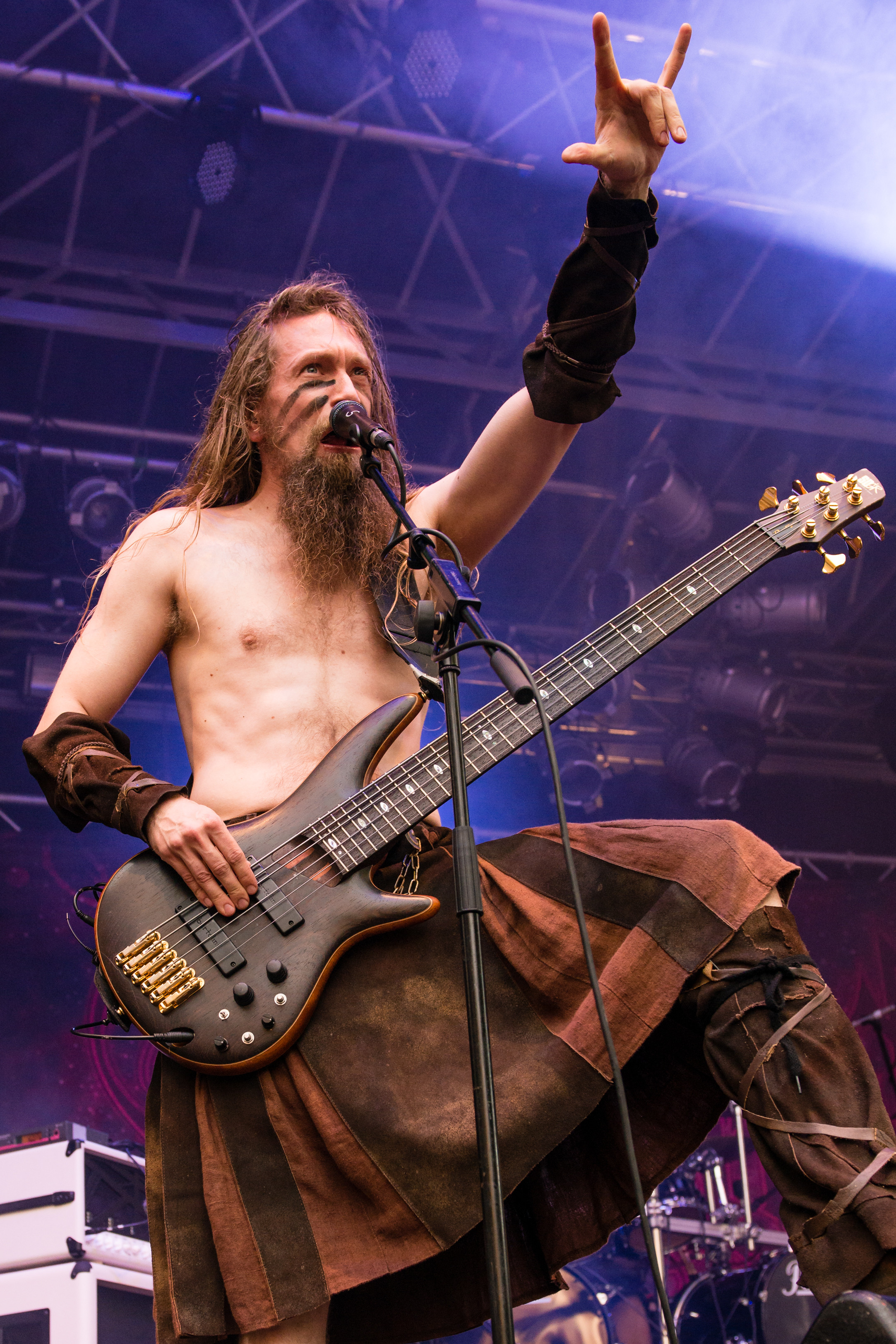
Sami Hinkka live auf dem Castle Rock 2014 in Mülheim an der Ruhr

Sami Hinkka (* 27. April 1978 in Finnland) ist ein finnischer Bassist und Sänger, der vor allem durch seine Aktivität bei der finnischen Folk-Metal-Band Ensiferum bekannt wurde.

## Biografie
Hinkka wurde durch seine älteren Brüder musikalisch stark beeinflusst. Diese hörten Bands wie AC/DC, Iron Maiden, Metallica und King Diamond, so dass Hinkka mit der Musik quasi aufwuchs.
2004 stieg er bei der finnischen Folk-Metal-Band Ensiferum als Bassist ein und ersetzte Jukka-Pekka Miettinen, der die Band aus Zeitgründen verlassen hatte. Zunächst fungierte Hinkka fortan in beiden Bands als Bassist, entschied sich 2006 aber Rapture zu verlassen, und sich fortan nur noch auf Ensiferum zu konzentrieren.
Neben dem Bassspiel zeichnet Hinkka, bei Ensiferum, für den Großteil der Songtexte seit Victory Songs verantwortlich und wirkt, zusammen mit Gitarrist Markus Toivonen, als Backgroundsänger. Bei der Russland-Tournee im Jahr 2008 ersetzte Hinkka Petri Lindroos als Leadsänger, da dieser krankheitsbedingt verhindert war.

## Diskografie
| - 2006: Dragonheads (EP) - 2006: 10th Anniversary Live (DVD) - 2007: One More Magic Potion (Single) - 2007: Victory Songs - 2009: From Afar / Into Hiding (Single) - 2009: From Afar - 2010: Stone Cold Metal (Single) - 2012: Unsung Heroes - 2015: One Man Army | - 2013: The Plague of a Coming Age - 2005: Silent Stage - 2011: Chthonic – Takao (Single, Gastgesang) - 2012: Wintersun – Time I (Gastgesang) |